# ピーターパンの冒険
『ピーターパンの冒険』（ピーターパンのぼうけん）は、1989年1月15日から12月24日まで、フジテレビ系列で毎週日曜19:30 - 19:58（JST）に全41話が放送された、日本アニメーション制作のテレビアニメ。「世界名作劇場（ハウス世界名作劇場）」の第15作目に当たる。

## 概要
原作はイギリスの作家・ジェームス・マシュー・バリーの著書『ピーター・パンとウェンディ』（Peter Pan and Wendy）。原作と同様に魔法や妖精が登場するなど、「世界名作劇場」シリーズでは唯一のファンタジー作品である。本作品に登場するピーター・パンの服の色は茶色であるが、これは原作にある「筋だらけになった枯れ葉と木からにじみ出る汁でできた服」という記述を汲んだものである。またティンカーベルの色もピンクであるなど、登場キャラクターのビジュアルは先行するディズニーアニメでのそれとは異なるものも多い。またタイトルは『ピーターパンの冒険』であるが、物語の主人公としてはウェンディが位置付けられている。
物語前半は原作に沿った、ネバーランドでの暮らしとフック船長率いる海賊たちとの小競り合いを描く「フック船長編」。そして後半は本作品オリジナルの展開として、魔法の鏡と少女・ルナをめぐり、ピーターパンとフック船長、そして魔女・ダークネスによるネバーランドの存亡を賭けた三つ巴の戦いを描く「ダークネス編」がそれぞれ展開された。また本作品では、同じ「世界名作劇場」の『あらいぐまラスカル』より、ラスカルがレギュラーキャラクターとして客演するという試みも行われた。このように内容があまりにも原作から脚色されているため、一部絵本ではキャラクターをそのままに原作に忠実なストーリーに改変されているものも存在する。
「世界名作劇場」の作品の中で、イギリスでテレビ放送された唯一の作品でもある。この時のスタッフクレジットに日本人の名前は一切見られず、サブタイトル画面でも「written by Melora Harte」と、英語版の脚本家の名前が大きく記されている。

## 登場人物

### ピーターパンの最主要人物
ピーター・パン
声 - 日髙のり子
ピーターパン役の日高は当初はヒロインのウェンディ役としてオファーを受けていた。しかし「少年役に挑戦したい」という考えから、日高本人がピーターパン役での出演を希望し、変更になったという経緯がある。
ウェンディ・モイラー・アンジェラ・ダーリング
声 - 松井菜桜子
ジョン・ジュリアン・ダーリング
声 - 羽村京子
ダーリング家の長男。ウェンディの弟。銀色のシルクハットをかぶり、蝶ネクタイをしてステッキを持つ。将来の夢は海賊になる事だが、性格は臆病で慎重派、理屈っぽく疑り深く感情的になりやすい。タイガー・リリーに恋している。
原作では終盤、髭を生やした紳士に成長したことが語られている。
マイケル・ダーリング
声 - 渕崎ゆり子
ダーリング家の次男。無邪気で素直な性格な男の子。ジョンに比べると怖いもの知らず所があり、ウェンディが熱を出した時は氷を取りにティンカー・ベルと2人だけで遠くの雪山まで行った。しょっちゅうお風呂に入る夢を見ては、おねしょをしてしまう。いつもポシェットを肩からかけており、中盤ではルナからこっそり黒い鏡の鍵をカバンに託される。
原作では終盤、成人後に鉄道の機関士になったことが語られている。

### ピーターパン以外のネバーランド住民
ティンカー・ベル
声 - 島本須美
原作同様に、ウェンディを僻んでいる。
カーリー
声 - 三田ゆう子
刺つきの帽子を被っている。寝相が悪く、眠っている間にベッドから落ちて朝の時には床で寝ていることが多い。度胸があり喧嘩も強く、わんぱくな性格でスライトリーと2人だけで浮き石を探しに冒険に出かけたこともある。
スライトリー
声 - 江森浩子
丸々と太った体に豚のような鼻が特徴。家の仕掛けや乗り物などは彼が作った物。かっこいいメカを見ると、それが海賊の武器であっても見とれてしまう。ちなみに中盤から登場する自身手作りの家付きの船の名前は、“シンデレラ2世号”。
トートルズ
声 - 伊倉一恵
原作での名称は、「トゥートルズ」。3人の中で一番背が高い反面、気が小さく心の優しい性格をしている。また、おっとりしていて鈍臭くドジでミスが多いため仲間のカーリーやスライトリーにからかわれたり頼りにされていない所がある。ただし、たまにひらめいた考えが的中して冒険の役に立ったり、勇気を出してフックが持つ海賊の旗を奪いに行ったこともある。
- 原作ではネバーランドに住む子供は、他には双子とニブスがいるが、本作品では上記の3人のみの登場に留まっている。

ラスカル
ネバーランドに住む野生のアライグマ。ピーターパンの家にしょっちゅう入って来る。第19話では、海賊がピーター・パンの家に爆弾を投げ込んだ時は、洗い桶の水で洗って爆発を封じ込めて活躍した。中盤でピーター・パンたちと共に妖精の谷に一緒に旅に出るが、その後ダークネスに捕まってしまう。
前述の通り『あらいぐまラスカル』からの客演であり、ビジュアルも同作品でのそれを踏襲しているが、同作品との繋がりについては作中では言及されていない。
時計ワニ
ネバーランドに住む、頭に花の咲いたワニ。どこかで時計を食べたせいで、お腹から時計の音がする。フック船長の右手を食べて以来味をしめて、彼を食べようと狙っている。頭に2本の花、背中には草のようなものが生えている。空間を自由に行き来する事ができ、神出鬼没に現れる。
人魚達
ネバーランドの人魚の泉に棲む、上半身女性で下半身魚類の精霊。いつもは泉の泡で遊んでいる。ティンカー・ベルの作戦を聞いて、ウェンディたちを泉の中へ引きずり込んで溺れさせようとしてしまった。頭に花を着けた個体や、貝殻の上部分を被った個体がいる。ピーターパンと踊ったことがあるらしい。

#### ピカニニ族
ネバーランドに棲むインディアンの集団。初めてのお客さんには姿を見せない「仕来り」があるらしい。
タイガー・リリー
声 - 川村万梨阿
ピカニニ族族長の娘。気が強く勇敢で、海賊とも対等に渡り合える。「3歳の3月3日の満月の晩に影を踏まれた女の子は踏んだ相手を殺さないと幸せになれない」という言い伝えを信じており、自分の影を踏んだフック船長の命を狙っている。二房の三つ編みとフードをしている。ウェンディと一緒に行動していたこともある。武器は短剣である（19話では剣を使っている）。タイガー・リリー本人はフック船長編のみの登場であるが、ダークネス編では彼女そっくりの少女ルナが登場している。
ピカニニ族族長
声 - 銀河万丈
タイガー・リリーの父親でピカニニ族の族長。いつも無愛想な表情をしており、村に行ったら食べられて戻らなくなるという噂でネバーランドの住人から恐れられているが、実際はきさくな性格の持ち主で、会った人たちはピカニニ族の仲間入りをして帰ってこなくなるというのが真実である（劇中では、居心地がよくなったと言われている）。ピーターパンとは旧知の仲で、昔ピーターパンにだまされた事を未だに覚えている。ジョンが歌った歌詞を、呪文だと思い笑い出した描写もあった。

#### 海賊
フック船長
声 - 大塚周夫
ピーターパンの宿敵でいつもあらゆる手でピーターパンを倒そうとするが失敗しており、最終回でも時計ワニに追いかけ回される。
スミー
声 - 緒方賢一
海賊船で裁縫や料理、洗濯など、フック船長の身の回りの世話が主な役割にして水夫長を務めている老人。幼少期のフック船長とその母親を知る数少ない人物。争いを好まず、ピーターパンや子供たちにも優しく接してくれる。フック船長同様、23話で姿を消したが、26話で再登場した。
ビル
声 - 郷里大輔
フック船長の手下。海賊の中で最も大柄な怪力の持ち主。手下たちの間に上下関係は無いが、仕切ることが多くリーダー的な存在。
チェッコ
声 - 山寺宏一
フック船長の手下。海賊の中で一番小柄だが、ナイフ投げの名人でターバンには何本ものナイフを刺している。ずる賢い一面を持つが基本的に間が抜けている。居眠り癖があり、それがフック船長の逆鱗に触れることもしばしば。
アルフ・メンソン
声 - 玄田哲章
フック船長の手下。右目に眼帯を付けていて、骸骨のような顔をしている。凶暴だが怖い話が大の苦手。
スターキーの妹の手紙の内容を気に入っており、気分がいい時にはスターキー本人に読み聞かせてもらう。
スターキー
声 - 平野正人
フック船長の手下。尖った鼻と厚い唇が特徴的。手下の中で唯一、字の読み書きができる（が、少々つたない）。妹がいて手紙のやり取りもしており、普段はペンダントを身に着けており中には妹の写真が入っている。その為か、ウェンディに妹を重ね合わせて優しく接してあげたことも。
ロバート
声 - 二又一成
フック船長の手下。色黒で目が大きくあごヒゲを生やしている。拳銃の使い手で、怖い話が好き。

#### ダークネス
ルナ
声 - 川村万梨阿
タイガー・リリーそっくりの少女で、ダークネスの孫。ダークネスの野望を阻止するために黒い鏡の鍵を持って逃げ出すが、結局は囚われてしまい、黒い鏡の力で闇の魔女となってしまう。強大な魔力でネバーランドを滅ぼそうとしたが、黒い鏡の中に囚われていた光の心に闇の心が倒された事で光の魔女として覚醒する。
ダークネス
声 - 京田尚子
ダークネスの城に住む魔術師の老婆。黒い鏡の力を使ってネバーランドを支配しようと企む。自分の体が衰えているため、ルナに跡を継がせようと考えている。
黒マントA、黒マントB、黒マントC
声 - 小林通孝（黒マントA）、島香裕（黒マントB）、西川幾雄（黒マントC）
ダークネスに命じられてダークネスの城に戻ろうとしないルナを連れ戻そうとする。また、ルナが隠した黒い鏡の鍵をウェンディたちが持っていると疑い取り戻そうとする。

#### その他
トン・チホーテ
声 - 田の中勇
騎士生活三十年になるおじいさん。一人称は「それがし」。強くはないが相当な大ボラ吹きで、フック船長を倒したとデタラメを言いふらした。しかし勇気と目の輝きは本物で、時計ワニを退かせるほど。ジョンに「騎士になる素質がある」と言って独自のやり方で剣術や馬術を教えようとする。
プシケ
声 - 神代知衣
常に団体で行動する花の妖精、フローラの子供。ピーターパンをママと呼び懐いている。本当の母親がダークネスに捕まったショックで飛べなくなっていたが、ピーターパンによる猛特訓のおかげで飛べるようになった。
フローラ
声 - 富沢美智恵
フローラのリーダー。フローラは定期的に北の国に咲く花のエキスをとらないと死んでしまうため、飛べないプシケを残して北の国に帰ろうとする。しかしウェンディたちの説得により、彼女だけが最後までプシケを待っていてくれた。
メモリーバード
声 - 辻村真人
雨の巨人の頭の上に住んでいる老鳥で、人間の言葉を話す事ができる。ネバーランドの事は何でも知っている、と言われておりティンカーベルの故郷の事を知っていた。
スチームバード
声 - 担当者不明
ネバーランドに住む、汽車そっくりの鳥。頭の煙突から煙を吹きながら高速で走り回る、その音や様子はまさに汽車そのもの。
ネバーバード
ネバーランドに住む、ペリカンに似た鳥。三年に一度だけ産む卵を食べると、百年長生きできると言われている。

### 姉弟以外の一般世界住民
エリザベス・ダーリング
声 - 鈴木弘子
原作での名称は、「メアリー・ダーリング」。ウェンディの母。優しい性格で家族がゴタゴタしそうな時は、空気を和やかにする役目となっている。ピーターパンに会った事があるらしい。夫のジョージと一緒にパーティーに出かけた。
ジョージ・ダーリング
声 - 玄田哲章
ウェンディの父。かなり短気で厳格な性格だが、子どもたちの言動が幼く頼りないことを心配しておりあえて厳しく接している。不器用でネクタイが上手く結べなかったり髭剃りに失敗する事も多い。
ナナ
声 - 山寺宏一
ダーリング家で飼われているメス犬。非常に賢い犬で、作中では人の言葉をいくらか理解できるような演出が取られている。犬ながら面倒見が良く子供たちの身の回りの世話もこなし、器用にドアを自分で開けて部屋に入ったりマイケルの服をタンスから出すこともできる。物語の冒頭で謎の少年(ピーター・パン)と共にどこかへ行こうとするウェンディたちを引き留めようとする。
ジェーン・モイラー・アンジェラ・ダーリング
声 - 松井菜桜子

## スタッフ
- 協力 - ロンドン、グレート・オーモンド街小児科病院
- 企画制作 - フジテレビ、日本アニメーション
- 原作 - ジェームズ・M・バリ
- 協力 - 角川文庫「ピーターパンの冒険」
- 製作 - 本橋浩一
- 製作管理 - 高桑充、中島順三
- 企画 - 佐藤昭司、清水賢治（フジテレビ）
- 音楽 - 渡辺俊幸
- キャラクターデザイン・場面設定 - なかむらたかし
- 美術設定 - 川本征平
- 動画チェック - 坂井文雄、坂本豊
- 美術監督 - 高野正道
- 撮影監督 - 森田俊昭
- 録音監督 - 山田悦司
- 色指定 - 小山明子
- 録音スタジオ - 太平スタジオ
- 現像所 - IMAGICA
- 効果 - フィズサウンド、松田昭彦
- 録音制作 - サンオンキョー
- 整音 - 佐藤千明
- 作画 - 藤井裕子、沖浦啓之、大西寛子、岩崎聖江、村田耕一、入江篤、黒沢守、賀川愛、保谷有香、山崎登志樹、須藤昌朋
- 編集 - 笠原義宏、名取信一、中村誠人、目黒広志
- 作画監督補 - 牧由尚、箕輪博子
- タイトル - 原田三津夫、道川昭
- 演出補 - 高木淳、平川達也
- 仕上げ - スタジオロビン
- 撮影 - トランス・アーツ
- 背景 - アトリエローク、スタジオアクア
- 制作デスク - 小竿俊一≪現・ゴンゾ≫、塚本泰則
- 制作進行 - 横井孝、小村統一、境幸之、田中真津美
- プロデューサー - 遠藤重夫、立川善久（フジテレビ）
- 監督 - 黒田昌郎

## 主題歌

### オープニングテーマ
「もう一度ピーターパン」
作詞 - 秋元康 / 作曲 - 井上ヨシマサ / 編曲 - 西平彰 / 歌 - ゆうゆ

### エンディングテーマ
「夢よ開けゴマ!」
作詞 - 秋元康 / 作曲 - 井上ヨシマサ / 編曲 - 佐藤準 / 歌 - ゆうゆ
放送当時、第28話と第29話ではエンディング画面において、視聴者の子供たちによる投稿はがきのイラストと居住都道府県名・氏名・年齢が掲載されていたが、再放送に際しキッズステーション（2015年 日本アニメーション40周年記念放送）など一部の放送局では、歳月の経過による個人情報に配意し、該当部分を石壁スタイルの背景色と同系の黄土色一色で塗りつぶしている。また第27話までと第30話以降のエンディング画面は、登場人物たちがダンスをする壁画調のイラストとなっており、背景もそれに合わせた灰緑色の石壁スタイルとなっている。

## 各話リスト
初回放送での第1、2話はスペシャル放送版として1時間枠で放送された。後にこのスペシャル放送版を切り離して新たに第1話と第2話が制作されたが、その際に30分枠での放送に合わせて本編の一部もカットされている。
| 話数 | 放送日         | サブタイトル                         | 脚本            | 絵コンテ                | 作画監督                     |
| ---- | -------------- | ------------------------------------ | --------------- | ----------------------- | ---------------------------- |
| 1    | 1989年 1月15日 | 早く来て! みんなの憧れピーターパン   | 雪室俊一 島田満 | -                       | 川崎博嗣 大久保富彦          |
| 2    | 1989年 1月15日 | ネバーランドへGo! Go! Go!            | 雪室俊一 島田満 | -                       | 川崎博嗣 大久保富彦          |
| 3    | 1月22日        | 海賊が出た! 夢と冒険の国ネバーランド | 雪室俊一        | 辻伸一                  | 川崎博嗣 大久保富彦          |
| 4    | 1月29日        | 登場! 時計ワニはフック船長の友だち？ | 雪室俊一        | 吉田茂承                | 大久保富彦                   |
| 5    | 2月5日         | フック船長はミシンの音が大嫌い！     | 雪室俊一        | 古川順康                | 川崎博嗣 大久保富彦          |
| 6    | 2月12日        | ジョンの初恋？おてんば娘現れる！     | 雪室俊一        | 楠葉宏三                | 遊佐和重                     |
| 7    | 2月19日        | ウェンディ頑張る！卵は誰にも渡さない | 雪室俊一        | 楠葉宏三                | 川崎博嗣 大久保富彦 石之博和 |
| 8    | 2月26日        | 作戦開始！時計ワニを笑わせろ！       | 雪室俊一        | 腰繁男                  | 大久保富彦 川崎博嗣          |
| 9    | 3月5日         | ネバーランドの法律？毎日が誕生日だ！ | 島田満          | 楠葉宏三                | 大久保富彦 川崎博嗣          |
| 10   | 3月12日        | 怪しげな行動！ジョンを尾行しろ       | 雪室俊一        | 辻伸一                  | 大久保富彦 川崎博嗣          |
| 11   | 3月19日        | 新兵器！水陸両用シンデレラの馬車？   | 雪室俊一        | 楠葉宏三                | 遊佐和重                     |
| 12   | 3月26日        | 海賊も逃げる？マイケルの恐い話！     | 島田満          | 黒川文男                | 沖浦啓之 大久保富彦 川崎博嗣 |
| 13   | 4月16日        | 救出作戦開始！ピーターパンを助けろ   | 雪室俊一        | 楠葉宏三                | 川崎博嗣 大久保富彦          |
| 14   | 4月23日        | スノルム山の悪魔とマイケルの勇気     | 雪室俊一        | 楠葉宏三                | 遊佐和重                     |
| 15   | 4月30日        | フックを裏切れ！海賊をやめたチェッコ | 雪室俊一        | 黒川文男                | 大久保富彦 川崎博嗣          |
| 16   | 5月7日         | ウェンディ怒る！ピーターパンて大嫌い | 島田満          | 楠葉宏三                | 大久保富彦 川崎博嗣          |
| 17   | 5月14日        | ジョンが眠れない！眠りの精を捕まえろ | 雪室俊一        | 鈴木孝義 辻伸一         | 遊佐和重                     |
| 18   | 5月21日        | 勇気を示せトートルズ！海賊の旗を奪え | 雪室俊一        | 楠葉宏三                | 大久保富彦 川崎博嗣          |
| 19   | 5月28日        | フックの決意！消えた海賊船の謎？     | 雪室俊一        | 楠葉宏三                | 大久保富彦 川崎博嗣          |
| 20   | 6月4日         | 絶体絶命！ウェンディが霧の谷に消えた | 島田満          | 松見真一 斎藤次郎       | 沖浦啓之                     |
| 21   | 6月18日        | ウェンディを救え！命をかけたティンク | 島田満          | 楠葉宏三                | 大久保富彦 川崎博嗣          |
| 22   | 6月25日        | 秘密兵器始動！フック船長最後の切り札 | 島田満          | 辻伸一                  | 大久保富彦 川崎博嗣          |
| 23   | 7月9日         | 謎が深まる！ティンクの故郷を探せ     | 雪室俊一        | 楠葉宏三                | ふるたしょうじ               |
| 24   | 7月23日        | 恐ろしい黒マントの集団と謎の美少女！ | 雪室俊一        | 辻伸一                  | 大久保富彦 川崎博嗣          |
| 25   | 7月30日        | お帰りティンク！妖精の国はふしぎな国 | 雪室俊一        | 楠葉宏三                | 石之博和                     |
| 26   | 8月6日         | 復活フック船長！空飛ぶ海賊船建造計画 | 島田満          | 鈴木孝義                | 川崎博嗣 大久保富彦          |
| 27   | 8月13日        | ジョンの憧れ！木馬に乗った騎士       | 雪室俊一        | 横田和善                | ふるたしょうじ               |
| 28   | 8月20日        | 悪魔になったウェンディ               | 雪室俊一        | 楠葉宏三                | 沖浦啓之                     |
| 29   | 8月27日        | 妖精プシケ！勇気を出して飛びたて     | 島田満 雪室俊一 | 辻伸一                  | 大久保富彦                   |
| 30   | 9月3日         | 浮上開始！フックの空飛ぶ海賊船       | 雪室俊一        | 矢沢則夫                | 川崎博嗣                     |
| 31   | 9月10日        | 夢がない！飛べなくなったピーターパン | 雪室俊一        | 楠葉宏三                | 賀川愛                       |
| 32   | 9月17日        | 海賊と一緒に探せ、白い鏡の謎         | 雪室俊一        | 辻伸一                  | 大久保富彦                   |
| 33   | 10月1日        | ルナの涙！私はダークネスの魔女？     | 雪室俊一        | 古川順康                | 川崎博嗣                     |
| 34   | 10月22日       | 汽笛が聞こえる？幽霊機関車を探せ！   | 雪室俊一        | 楠葉宏三                | 谷口守泰                     |
| 35   | 10月29日       | 強敵！手を組んだフックとダークネス   | 雪室俊一        | 辻伸一                  | 賀川愛                       |
| 36   | 11月5日        | 冒険中止？みんなの胸がドキドキ痛い！ | 雪室俊一        | 楠葉宏三                | 大久保冨彦 川崎博嗣          |
| 37   | 11月19日       | 史上最大の迷路！ダークネス城への道   | 雪室俊一        | 古川順康                | 大久保冨彦 川崎博嗣          |
| 38   | 12月3日        | 黒い鏡始動！ネバーランドが大ピンチ   | 雪室俊一        | 楠葉宏三                | 賀川愛                       |
| 39   | 12月10日       | フックの野望！ダークネス城を乗っ取れ | 雪室俊一        | 楠葉宏三                | 谷口守泰                     |
| 40   | 12月17日       | 最後の決戦！ピーターパン対フック船長 | 雪室俊一        | 辻伸一                  | 大久保富彦 川崎博嗣          |
| 41   | 12月24日       | さよならピーターパン！夢と冒険の国   | 雪室俊一        | 黒田昌郎 なかむらたかし | 大久保富彦 川崎博嗣          |

## 放送局
※放送日時は1989年9月中旬 - 10月上旬時点（山口放送については本放送終了後に放映された日時）、放送系列は放送当時のものとする。
| 放送地域       | 放送局         | 放送日時           | 放送系列                                     | 備考   |
| -------------- | -------------- | ------------------ | -------------------------------------------- | ------ |
| 関東広域圏     | フジテレビ     | 日曜 19:30 - 20:00 | フジテレビ系列                               | 制作局 |
| 北海道         | 北海道文化放送 | 日曜 19:30 - 20:00 | フジテレビ系列                               |        |
| 秋田県         | 秋田テレビ     | 日曜 19:30 - 20:00 | フジテレビ系列                               |        |
| 宮城県         | 仙台放送       | 日曜 19:30 - 20:00 | フジテレビ系列                               |        |
| 福島県         | 福島テレビ     | 日曜 19:30 - 20:00 | フジテレビ系列                               |        |
| 新潟県         | 新潟総合テレビ | 日曜 19:30 - 20:00 | フジテレビ系列                               |        |
| 長野県         | 長野放送       | 日曜 19:30 - 20:00 | フジテレビ系列                               |        |
| 静岡県         | テレビ静岡     | 日曜 19:30 - 20:00 | フジテレビ系列                               |        |
| 富山県         | 富山テレビ     | 日曜 19:30 - 20:00 | フジテレビ系列                               |        |
| 石川県         | 石川テレビ     | 日曜 19:30 - 20:00 | フジテレビ系列                               |        |
| 福井県         | 福井テレビ     | 日曜 19:30 - 20:00 | フジテレビ系列                               |        |
| 中京広域圏     | 東海テレビ     | 日曜 19:30 - 20:00 | フジテレビ系列                               |        |
| 近畿広域圏     | 関西テレビ     | 日曜 19:30 - 20:00 | フジテレビ系列                               |        |
| 島根県・鳥取県 | 山陰中央テレビ | 日曜 19:30 - 20:00 | フジテレビ系列                               |        |
| 岡山県・香川県 | 岡山放送       | 日曜 19:30 - 20:00 | フジテレビ系列                               |        |
| 広島県         | テレビ新広島   | 日曜 19:30 - 20:00 | フジテレビ系列                               |        |
| 愛媛県         | 愛媛放送       | 日曜 19:30 - 20:00 | フジテレビ系列                               | [ 16 ] |
| 福岡県         | テレビ西日本   | 日曜 19:30 - 20:00 | フジテレビ系列                               |        |
| 佐賀県         | サガテレビ     | 日曜 19:30 - 20:00 | フジテレビ系列                               |        |
| 熊本県         | テレビ熊本     | 日曜 19:30 - 20:00 | フジテレビ系列                               | [ 17 ] |
| 沖縄県         | 沖縄テレビ     | 日曜 19:30 - 20:00 | フジテレビ系列                               |        |
| 岩手県         | 岩手放送       | 金曜 6:00 - 6:30   | TBS系列                                      | [ 18 ] |
| 山形県         | 山形テレビ     | 月曜 19:00 - 19:30 | フジテレビ系列                               | [ 19 ] |
| 山梨県         | 山梨放送       | 水曜 16:30 - 17:00 | 日本テレビ系列                               |        |
| 山口県         | 山口放送       | 木曜 17:00 - 17:30 | 日本テレビ系列 テレビ朝日系列                | [ 20 ] |
| 高知県         | 高知放送       | 金曜 16:30 - 17:00 | 日本テレビ系列                               |        |
| 長崎県         | テレビ長崎     | 日曜 18:00 - 18:30 | フジテレビ系列 日本テレビ系列                | [ 21 ] |
| 大分県         | テレビ大分     | 水曜 16:00 - 16:30 | 日本テレビ系列 フジテレビ系列 テレビ朝日系列 | [ 21 ] |
| 宮崎県         | テレビ宮崎     | 日曜 18:00 - 18:30 | 日本テレビ系列 フジテレビ系列 テレビ朝日系列 | [ 21 ] |
| 鹿児島県       | 鹿児島テレビ   | 日曜 18:30 - 19:00 | 日本テレビ系列 フジテレビ系列                | [ 21 ] |

## 映像ソフト化
放送直後にバンダイからアニメビデオ劇場シリーズではなく通常アニメビデオとして全10巻、そして「ママが選んだビデオシリーズ」として30分の総集編VHSがそれぞれ発売された。後者のナレーションはカーリー役の三田ゆう子が担当。その後1997年にバンダイビジュアルブランドでリニューアル発売された。
2000年3月25日から6月25日にかけて、テレビシリーズのDVD全10巻が発売された。